# ميكو باتيلاينن
ميكو باتيلاينن (بالفنلندية: Mikko Paatelainen)‏ هو لاعب كرة قدم فنلندي في مركز الهجوم، ولد في 24 نوفمبر 1980 في فالكياكوسكي في فنلندا. لعب مع نادي أبردين ونادي توركو ونادي كاودينبيث ونادي ماريهامن وهكا.

## وصلات خارجية
- ميكو باتيلاينن على موقع قاعدة بيانات كرة القدم.إي يو (الإنجليزية)
- ميكو باتيلاينن على موقع Soccerbase.com (لاعب) (الإنجليزية)